# Гіперфакторіал
Гіперфакторіал для натурального числа n обчислюється за формулою:
{\displaystyle H(n)=\prod _{k=1}^{n}k^{k}=1^{1}\cdot 2^{2}\cdot 3^{3}\cdots (n-1)^{n-1}\cdot n^{n}}
Для n = 1, 2, 3, 4, … значеннями H(n) є 1, 4, 108, 27648,… послідовність A002109 з Онлайн енциклопедії послідовностей цілих чисел, OEIS.
H(14) = 1.8474…×1099 близький до числа гугол, а H(15) = 8.0896…×10116 майже того ж порядку що і число Шеннона, числа всіх варіантів шахових партій.
Факторіал та гіперфакторіал мають аналітичне продовження на дійсні та комплексні числа до гамма-функції та K-функції відповідно.